# Bartlettina sordida
Bartlettina sordida, conhecida como roxo-real, formalmente classificada no gênero Eupatorium, é uma perenifólia, é um arbusto ereto com ramos roxo-avermelhado com folhas levemente ásperas, verde-escuras e com veios proeminentes.
As plantas crescem até 1,5 metro de altura e 1,2 metros de largura.